# Grob G 520
Die Grob G 520 ist ein Turboprop-Höhenforschungs- und Aufklärungsflugzeug des deutschen Herstellers Grob Aircraft, das in Zusammenarbeit mit einem internationalen Firmenkonsortium (E-Systems und Garret) und des Bundesforschungsministeriums entwickelt wurde. Die G 520 ist eines der größten, aus Verbundwerkstoffen hergestellten bemannten Flugzeuge. Des Weiteren war die G 520 das erste Flugzeug in Verbundwerkstoffbauweise, das für stratosphärische Forschungsflüge konzipiert wurde und einen Höhenrekord von 53.573,96 Fuß (16.329,35 Meter) aufstellte.

## Geschichte

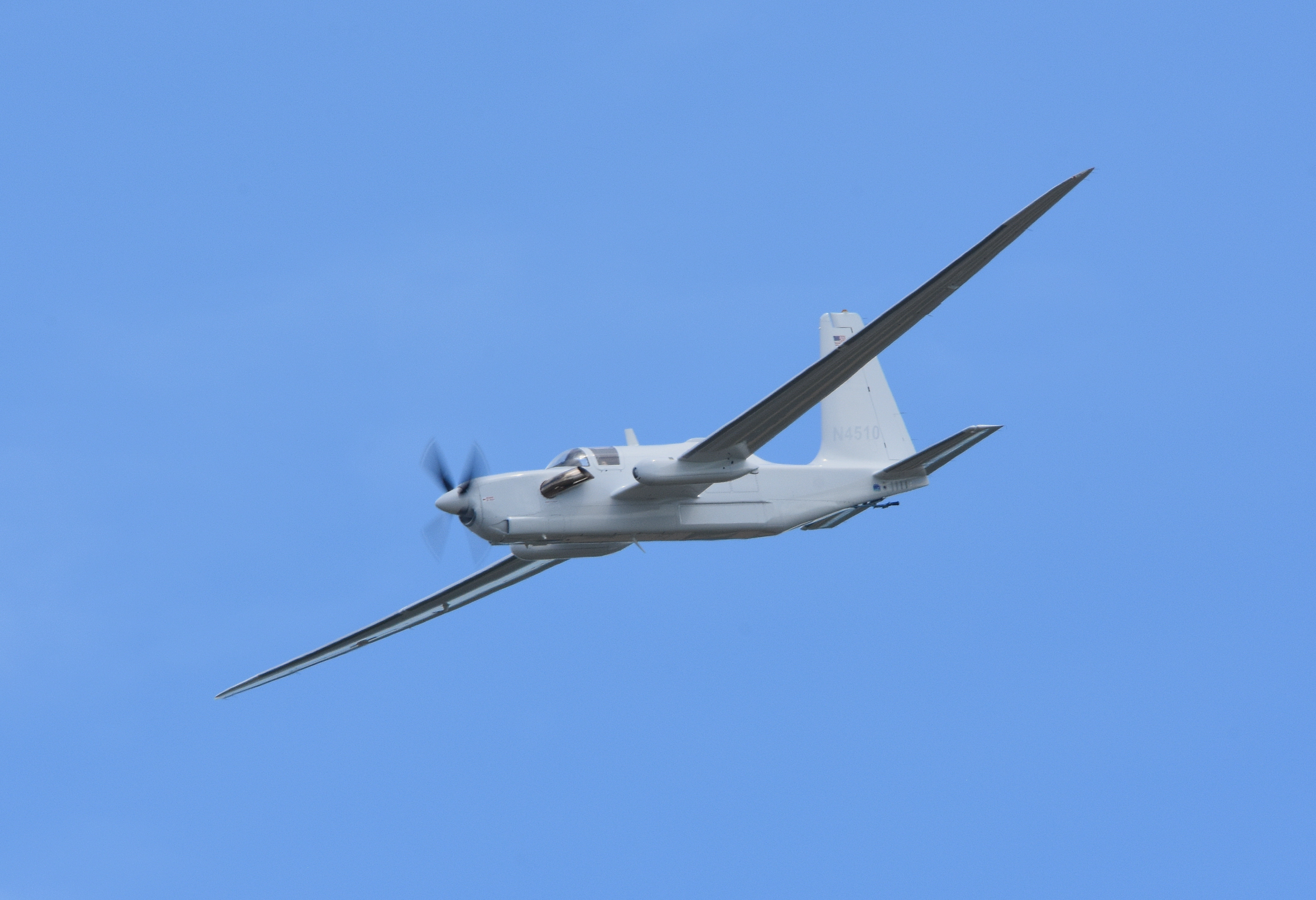
G 520 Egrett (N4510) in Oshkosh 2022

Die Grob G 520 Egrett – der Name steht für die beteiligten Firmen E-Systems, Grob und Garrett – wurde in den 1980er Jahren infolge der Ausschreibung einer hochfliegenden Überwachungsplattform unter dem Namen LAPAS (Luftgestütztes, abstandsfähiges Primär-Aufklärungssystem) entwickelt. Der Erprobungsträger D 450 Egrett I mit starrem Dreibeinfahrwerk hatte am 24. Juni 1987 Erstflug mit Einar Enevoldson. Als Antrieb diente ein 552 kW starker Turboprop Honeywell-Garret TPE-331-14F. Die beiden Vorserienflugzeuge D 500 Egrett II flogen erstmals 1989 bzw. 1990 und wurden bis 1991 zur D 520 Strato 1 / Egrett umgebaut. Die EASA/LBA- und FAA-Zulassung nach Part 23 für IFR und Icing Conditions für die Strato 1 erfolgte am 22. März 1991 bzw. 13. September 1991. Im Jahr 1992 bestellte die Luftwaffe 16 Maschinen einschließlich einer zweisitzigen Trainerversion G 520T, die bis 2001 geliefert werden sollten, jedoch wurde der Auftrag wegen der Amigo-Affäre storniert. Die fünfte und als einzige in Deutschland verbliebene Maschine mit dem Kennzeichen D-FGRO flog zuletzt am 23. Juni 1992 und wurde anschließend auf dem Grob-Werksflugplatz Mindelheim-Mattsies abgestellt.

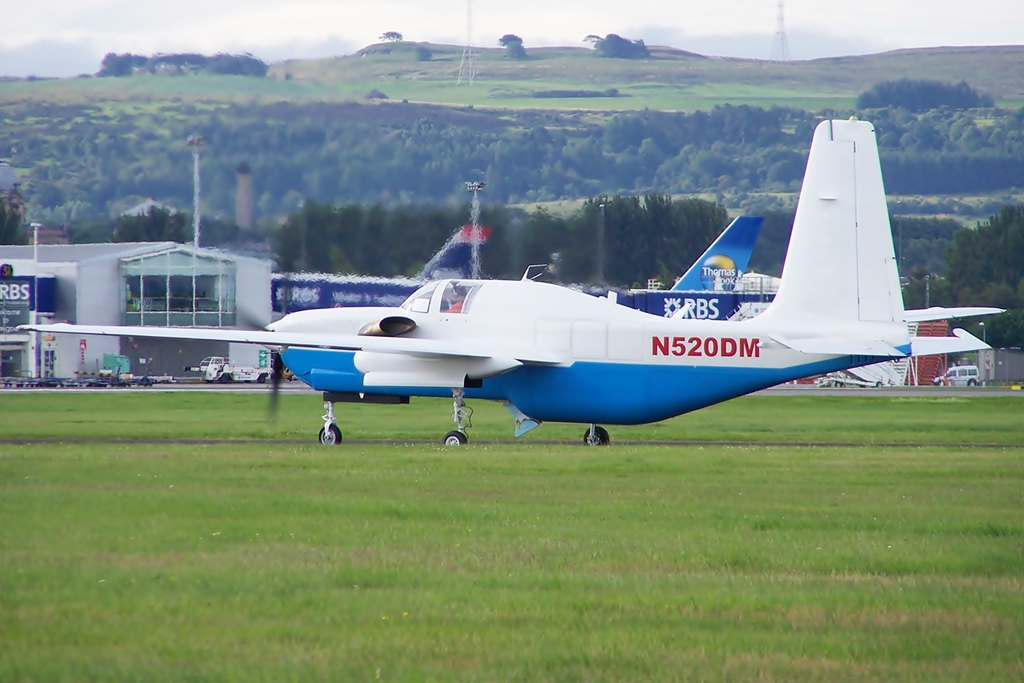
G 520 (N520DM) in Glasgow, August 2010

Nach der Insolvenz der Firma Grob wurde das Flugzeug vom neuen Eigentümer als „optional piloted vehicle“ unter dem Namen DEGOSS vermarktet. Die Grob G 520 kann zum Führen von unbemannten Flugzeugen verwendet werden. Im Jahr 2014 hat die Grob Aircraft AG die noch flugfähige zweisitzige G 520T von dem australischen Betreiber Airborne Research Australia zurückgekauft und nach Deutschland überführt. Nach einer Neulackierung wurde die G 520T auf der Farnborough Airshow 2014 ausgestellt. Die G 520T dient als Demonstrator für die geplante G 520NG mit Digitalcockpit, die von einem Pratt & Whitney Canada PT6A-67 angetrieben wird.

## Konstruktion
Die Grob G 520 ist ein vollständig aus Verbundwerkstoffen hergestellter Mitteldecker, angetrieben von einem Turboprop-Triebwerk Honeywell-TPE 331-14F mit Vierblatt-Hartzell-Propeller. Die G 520 hat ein Dreibein-Fahrwerk, dessen Hauptfahrwerk in Gondeln unter den Tragflächen eingezogen wird.
Bis zu 850 kg Nutzlast kann in zwölf Sektionen untergebracht werden. Die Druckkabine der G 520 bietet Platz für einen Piloten und einen Sensor-Operator sowie alternativ für Ausrüstung zur Nutzung in druckrelevanten Höhenbereichen.
Das Cockpit der G 520T kann optional mit einem Glas-Cockpit IDU-680 EFIS von Genesys Aerosystems ausgerüstet werden.

## Nutzung
Mit dem Versuchsträger D 450 N14ES wurden bis September 1989 200 Stunden bei 140 Flügen geflogen und dabei bei einem Flug in Greenville (Texas) am 1. September 1988 von Einar Enevoldson drei Klassenweltrekorde für Steigleistung, maximal erreichte und gehaltene Höhe aufgestellt, die noch Bestand haben (Stand Oktober 2018)
- Steigflug auf 15.000 m in 40:47 min[8]
- Flughöhe im Horizontalflug: 16.239 m[9]
- Flughöhe: 16.329 m[10]

Nach der öffentlichen Vorstellung der D 500 durch die Luftwaffe im 7. September 1989 auf dem Flugplatz Pferdsfeld als geplantem Stationierungsort folgten Atmosphärenforschungsflüge vom Flugplatz Nordholz im Rahmen des internationalen Cirrus-Projektes.
Im September 2018 wurde eine Grob G 520 als Schleppflugzeug für das Rekord-Segelflugzeug Perlan II in Argentinien verwendet. Dafür wurde eine Schleppkupplung nachgerüstet.

## Technische Daten

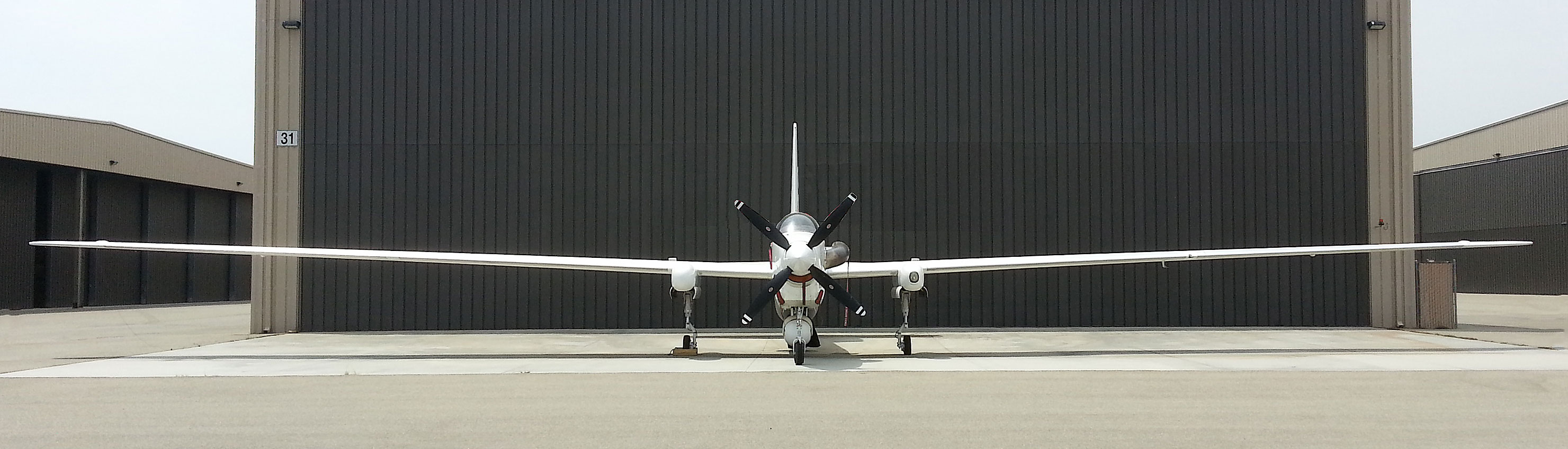
Frontansicht G 520T, 2014

| Kenngröße             | G 520                                  |
| --------------------- | -------------------------------------- |
| Besatzung             | ein Pilot, ein Copilot/Sensor-Operator |
| Länge                 | 13,82 m                                |
| Spannweite            | 33,0 m                                 |
| Höhe                  | 5,66 m                                 |
| Flügelfläche          | 39,67 m²                               |
| Flügelstreckung       | 27,5                                   |
| Leermasse             | 3300 kg                                |
| max. Startmasse       | 4700 kg                                |
| Nutzlast              | 850 kg                                 |
| Reisegeschwindigkeit  | 283 km/h                               |
| Höchstgeschwindigkeit | 469 km/h                               |
| Dienstgipfelhöhe      | 15.240 m                               |
| Reichweite            | 7,5 Stunden oder 3670 km               |
| Triebwerke            | 1 × AlliedSignal TPE331-14F; 560 kW    |